# Nayantara Sahgal

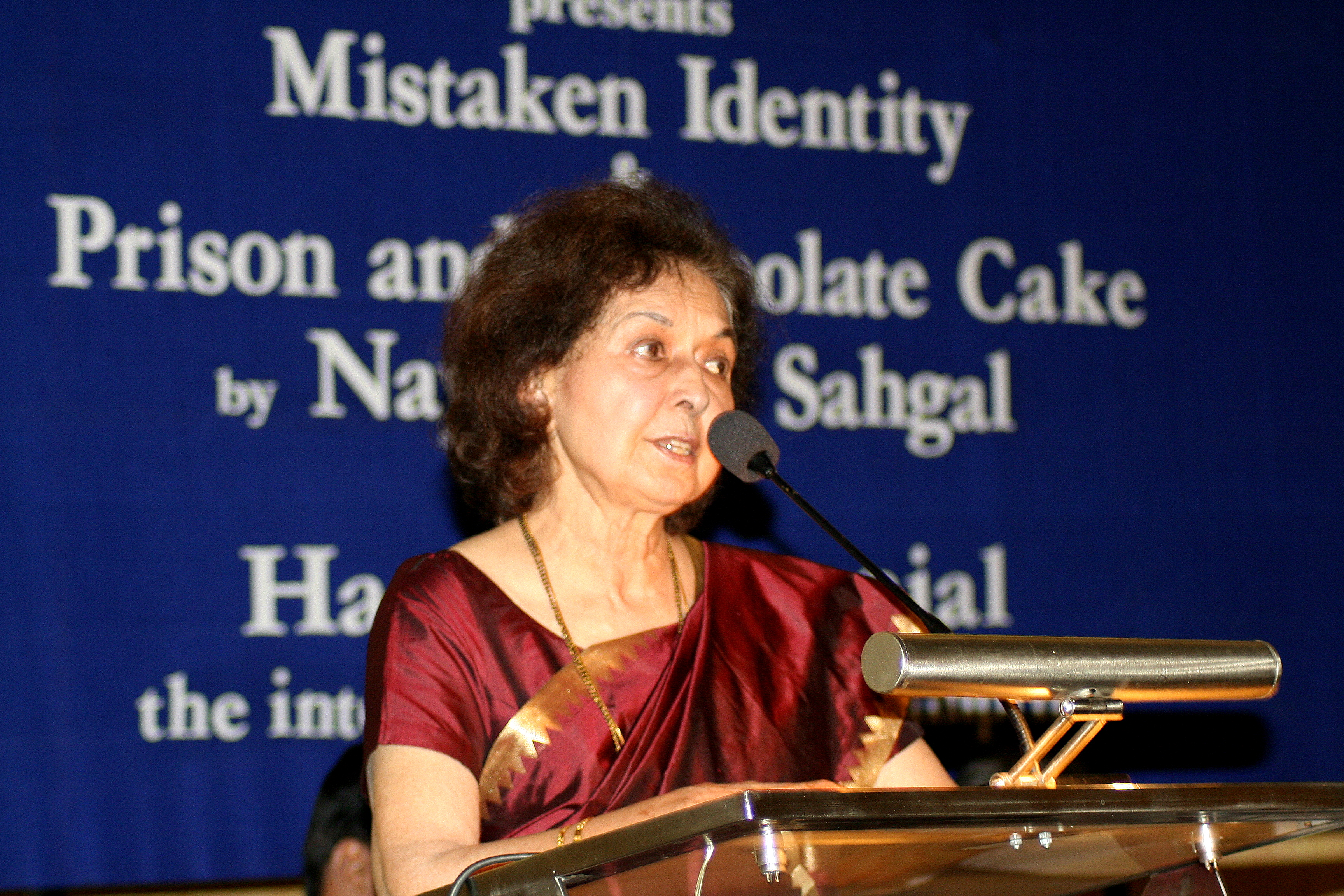
Nayantara Sahgal, 2007

Nayantara Sahgal (* 10. Mai 1927 in Allahabad) ist eine indische Schriftstellerin und Journalistin, die als Mitglied der Nehru-Gandhi-Familie geboren wurde. Ihre Mutter war Vijaya Lakshmi Pandit. Damit ist Sahgal eine Cousine Indira Gandhis.
Sahgal ist, wie zuvor ihre Mutter, eine scharfe Kritikerin von Indira Gandhi. Eine der ersten Amtshandlungen nach deren Wiederwahl 1980 war die Abberufung Sahgals als Botschafterin Indiens in Italien. Ein Jahr später erschien Sahgals sehr kritisches und stellenweise polemisches Buch Indira Gandhi: Her Road to Power.
In dem Roman Sunlight Surrounds You setzt Sahgal zusammen mit ihren Schwestern Chandralekha Mehta und Rita Dar ihrer Mutter ein Denkmal.
1986 erhielt sie den Sahitya Akademi Award. 1990 wurde sie in die American Academy of Arts and Sciences gewählt.

## Veröffentlichungen
- Prison and Chocolate Cake (Erinnerungen; 1954)
- From Fear Set Free (Roman; 1963)
- Time To Be Happy (Roman; 1963)
- This Time of Morning (Roman; 1965)
- Storm in Chandigarh (Roman; 1969)
- Sunlight Surrounds You (Roman; 1970)
- The Day in Shadow (Roman; 1971)
- Indira Gandhi: Her Road to Power (Sachbuch; 1982)
- Plans for Departure (Roman; 1985)
- Rich Like Us (Roman; 1985)
  - Die Memsahib: Roman des unabhängigen Indien. Übers. Werner Peterich. Zürich: Diana 1989
- Mistaken Identity (Roman; 1988)
- A Situation in New Delhi (Roman; 1989)
- Lesser Breeds (Roman; 2003)
- The Fate of Butterflies (Roman; 2019)
  - Das Los der Schmetterlinge. Roman. Übers. Gerhard Bierwirth. Heidelberg: Draupadi Verlag 2021